# Ford Anglia

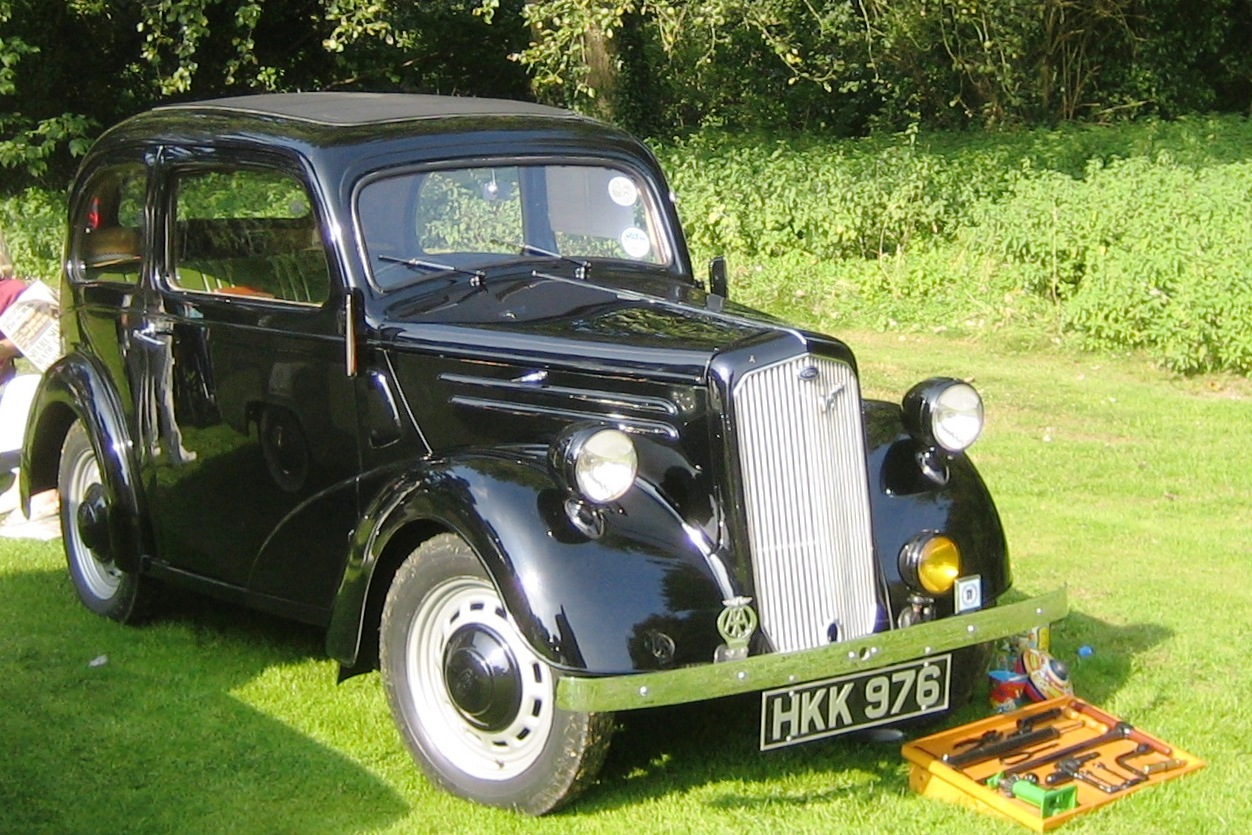
Ford Anglia E04A (1939—1948)

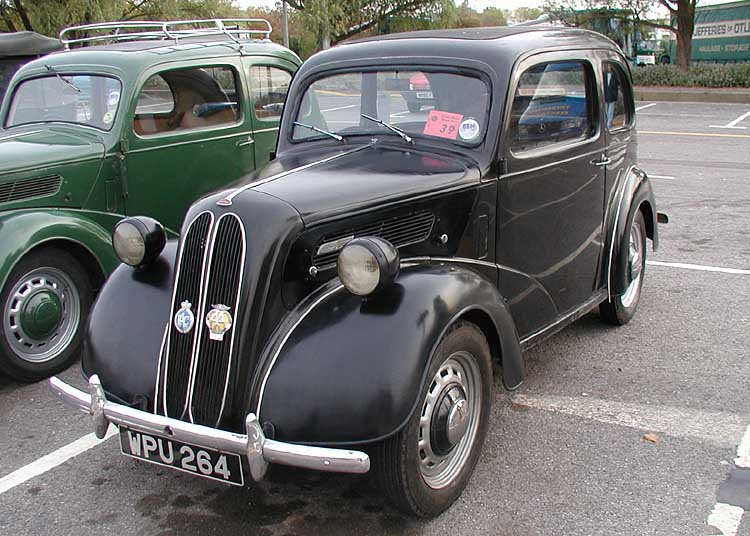
Ford Anglia E494A (1949—1953)

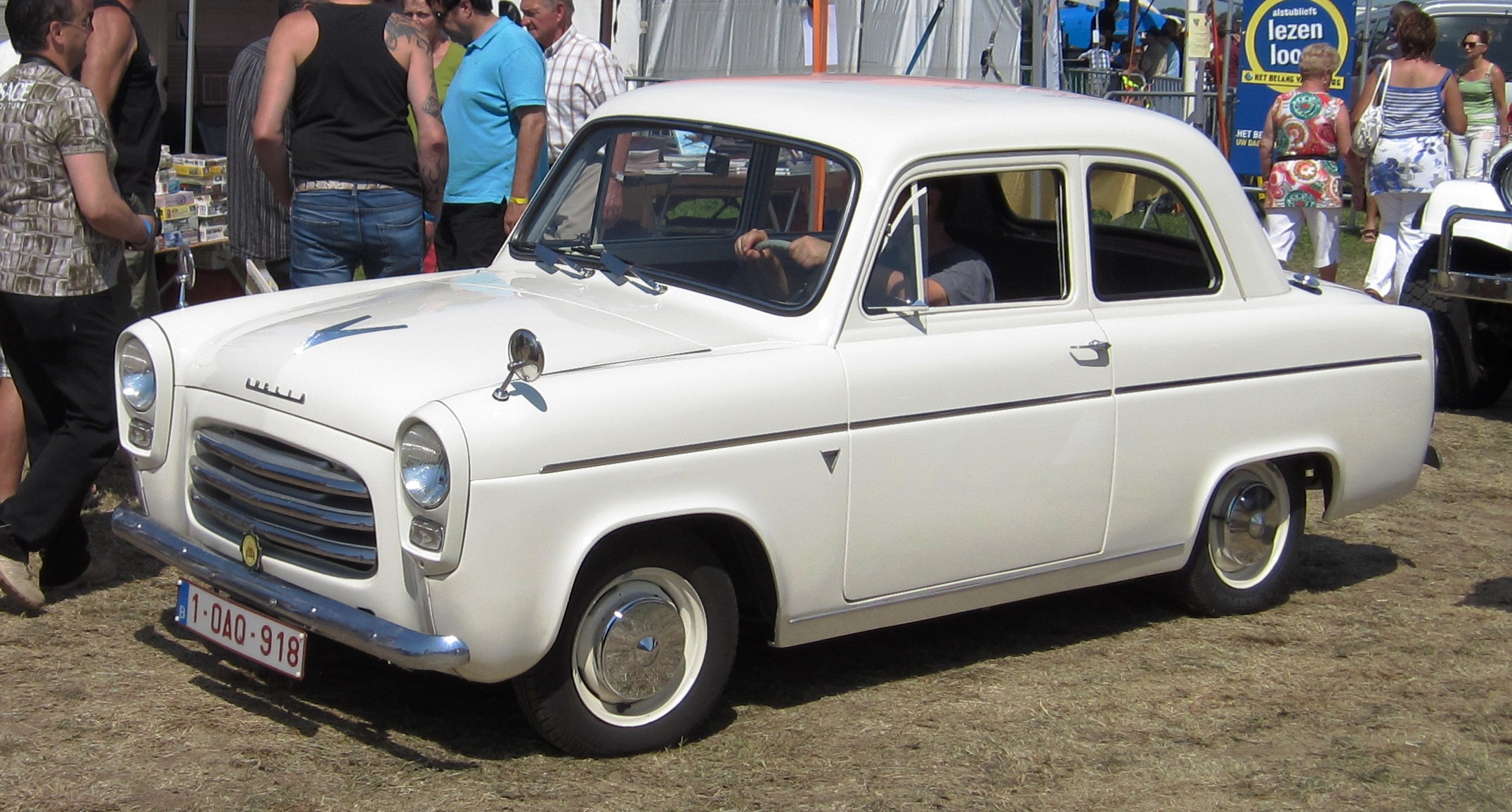
Ford Anglia 100E (1953—1959)

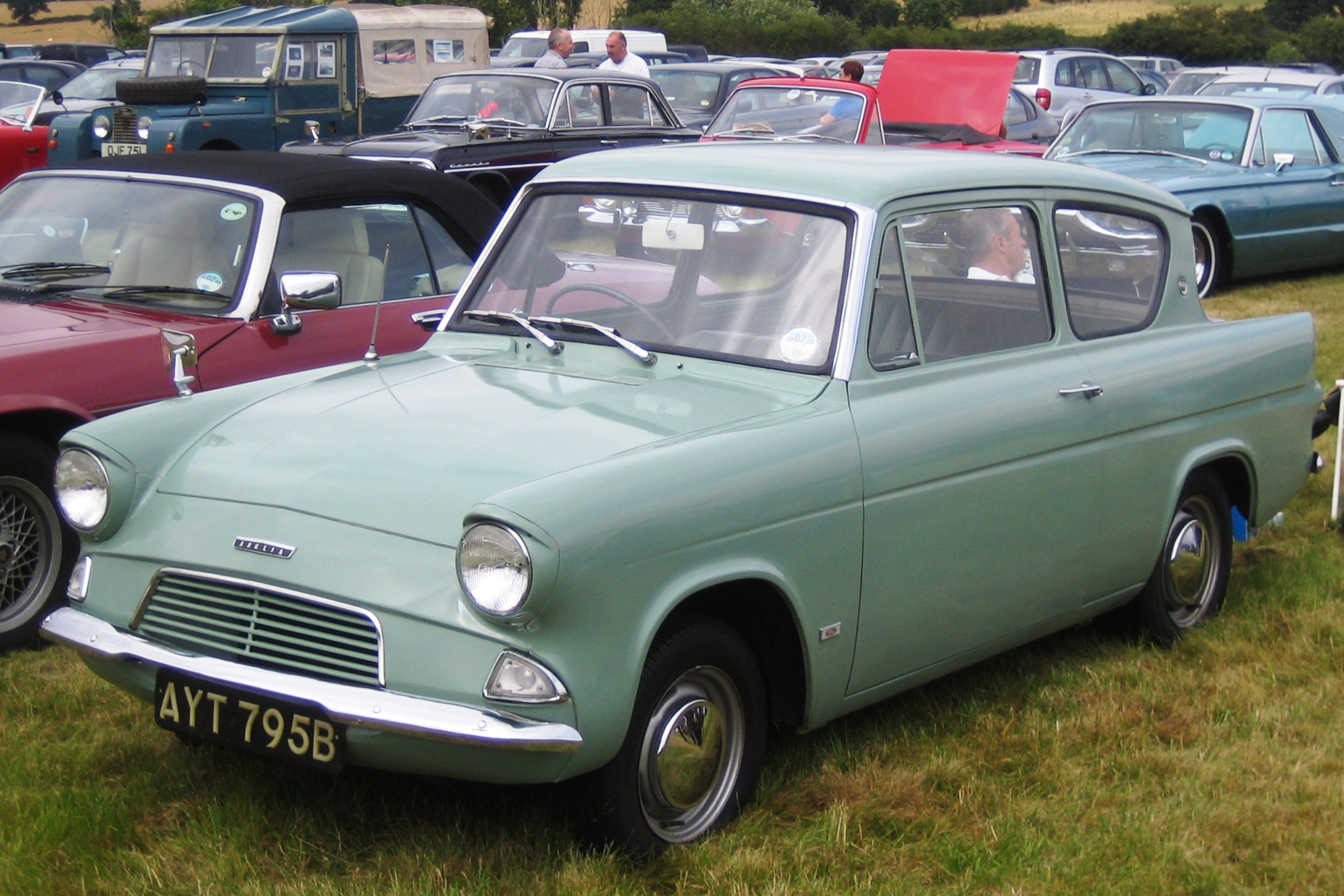
Ford Anglia 105E (1959—1967)

Ford Anglia (англ. [ˈæŋgliə] — «енгліа») — мікролітражний легковий автомобіль британської філії компанії «Ford», що випускався у вигляді декількох поколінь з 1939 по 1967 рік.
Це була бюджетна сімейна модель компанії «Форд» на європейському ринку, з переважно примітивною конструкцією, скромною динамікою і простою обробкою.
Всі «Англії» мали двоє бічних дверей. Чотиридверна версія цього автомобіля з покращеною обробкою, що випускалася до 1961 року, позначалася як окрема модель — Ford Prefect.
Також, з ним пов'язана модель Ford Popular, що випускалася з 1953 по 1962 рік, яка була, по суті, дешевшим і спрощеним варіантом «Англії».
Сумарно було випущено 1 594 486 автомобілів цієї моделі. Машина експортувалася до багатьох країн, в тому числі, у Північну Америку.
Місце «Англії» у модельному ряді британського «Форда» успадкував Ford Escort.
У наші дні Ford Anglia, зокрема, «Англія» останнього покоління (1959–1967), — культовий автомобіль у Великій Британії. Всесвітню популярність автомобіль цієї моделі отримав після виходу на екрани фільму «Гаррі Поттер і Таємна кімната», де «Англія», завдяки чаклунству Артура Візлі, мала здатність літати.